# Arachnodes sakarahae
Arachnodes sakarahae är en skalbaggsart som beskrevs av Renaud Maurice Adrien Paulian 1976. Arachnodes sakarahae ingår i släktet Arachnodes och familjen bladhorningar. Inga underarter finns listade.